# Comuna de Szczutowo
Szczutowo (polaco: Gmina Szczutowo) é uma gminy (comuna) na Polónia, na voivodia de Mazóvia e no condado de Sierpecki. A sede do condado é a cidade de Szczutowo.
De acordo com os censos de 2004, a comuna tem 4593 habitantes, com uma densidade 39,7 hab/km².

## Área
Estende-se por uma área de 112,62 km², incluindo:
- área agricola: 67%
- área florestal: 23%

## Demografia
Dados de 2007:
|                      | Total   | Total | Mulheres | Mulheres | Homens  | Homens |
| -------------------- | ------- | ----- | -------- | -------- | ------- | ------ |
|                      | pessoas | %     | pessoas  | %        | pessoas | %      |
| População            | 4593    | 100   | 2349     | 51,8     | 2244    | 48,2   |
| Densidade (pop./km²) | 39,7    | 100   | 20,6     | 20,6     | 19,2    | 19,2   |

De acordo com dados de 2002, o rendimento médio per capita ascendia a 1421,62 zł.

## Subdivisões
- Agnieszkowo, Białasy, Blinno, Blizno, Całownia, Cisse, Dąbkowa Parowa, Dziki Bór, Gorzeń, Gójsk, Grabal, Grądy, Gugoły, Józefowo, Karlewo, Łazy, Maluszyn, Mierzęcin, Modrzewie, Mościska, Podlesie, Słupia, Stara Wola, Szczechowo, Szczutowo.

## Comunas vizinhas
- Rogowo, Rościszewo, Sierpc, Skępe, Skrwilno